# Fluorid uraničný
Fluorid uraničný je anorganická sloučenina s chemickým vzorcem UF5. Je to světle žlutá paramagnetická pevná látka. Fluorid uraničný je zajímavý, jelikož je příbuzný fluoridu uranovému, který se hojně využívá k výrobě uranového paliva. Krystalizuje ve dvou polymorfních formách, označovaných jako α- a β-UF5.

## Příprava
Fluorid uraničný je meziproduktem při oxidaci fluoridu uraničitého na fluorid uranový:
2 UF4 + F2 → 2 UF5
2 UF5 + F2 → 2 UF6
Lze jej připravit redukcí fluoridu uranového oxidem uhelnatým při zvýšené teplotě:
2 UF6 + CO → 2 UF5 + COF2
Fluorid uraničný vzniká také reakcí chloridu uranového nebo chloridu uraničného s fluorovodíkem:
2 UCl6 + 10 HF → 2 UF5 + 10 HCl + Cl2
2 UCl5 + 10 HF → 2 UF5 + 10 HCl
Je možné jej připravit synproporcionací fluoridu uranového a uraničitého:
UF4 + UF6 → 2 UF5
Je možné jej také připravit redukcí fluoridu uranového bromovodíkem, nebo oxidem siřičitým při teplotě 160 °C.

## Vlastnosti
α polymorf je lineární koordinační polymer skládající se z řetězců oktaedrických molekul uranu ve kterých jeden z pěti atomů fluoru tvoří můstek k dalšímu atomu uranu. Struktura fluoridu uraničného je podobná struktuře fluoridu vanadičného. α polymorf krystalizuje v tetragonální krystalové soustavě s prostorovou grupou I4/m (Číslo 87) a parametry mřížky a = 651,2 pm a c = 446,3 pm. Ve vakuu sublimuje při teplotě nad 150 °C, disproporcionovat začíná při 150 °C. Tvoří světle modré až světle šedé krystaly a taje při 348 °C.
U β polymorfu má uran strukturu čtvercového antiprismatu. β polymorf krystalizuje v tetragonální krystalové soustavě s prostorovou grupou I42d (Číslo 122) a parametry mřížky a = 1150 pm a c = 519,8 pm. β polymer je světle žlutý.
Při 130 °C přechází polymorf β na polymorf α.

## Monomer
Molekulární UF5 může vznikat jako přechodný monomer UV-fotolýzou fluoridu uranového. Předpokládá se, že molekula bude mít tvar čtvercové pyramidy.

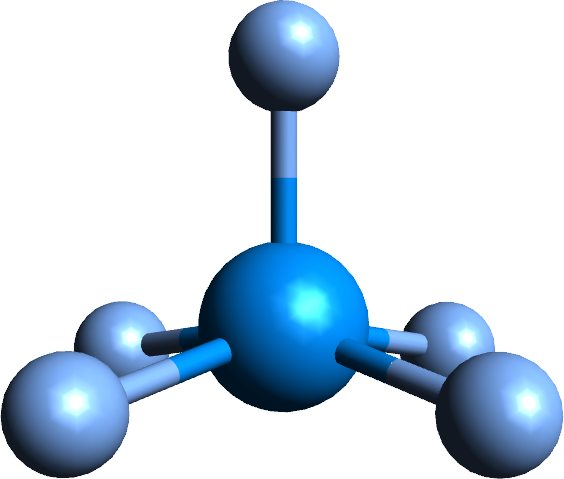
Struktura monomeru fluoridu uraničného

## Využití
Fluorid uraničný se využívá při laserovém obohacování fluoridu uranového. Při tomto procesu je molekula obsahující 235U prvním laserem excitovaná a druhým laserem je následně odštěpen atom fluoru. Vzniklý pevný 235UF5 lze snadno odfiltrovat. 238UF6 se nepřeměňuje, takže je možné jednotlivé izotopy snadno oddělit. Po počátečním nadšení z tohoto procesu se následně objevila skepse ohledně jeho proveditelnosti v průmyslu.